# Rosse neushoornvogel
De rosse neushoornvogel of roodbruine neushoornvogel (Buceros hydrocorax) komt voor in de Filipijnen

## Algemeen
De rosse neushoornvogel kan 60–65 cm groot worden en is daarmee de grootste neushoornvogel van de Filipijnen. De rosse neushoornvogel heeft een kenmerkende grote rode snavel en leeft in kleine groepjes van drie tot zeven vogels. De soort is bijzonder luidruchtig en hun regelmatige roep kan wel tot op afstanden van ruim een kilometer gehoord worden.

## Verspreiding en leefgebied
De rosse neushoornvogel telt drie ondersoorten:
- B. h. hydrocorax: Luzon en Marinduque.
- B. h. semigaleatus: oostelijke Visayas.
- B. h. mindanensis: Mindanao.

De rosse neushoornvogel leeft in laaggelegen oerwouden en is als gevolg van de ontbossing in de Filipijnen en de jacht op de soort is vrij zeldzaam aan het worden. De nu nog voorkomende populaties leven dan ook in de dunbevolkte delen van de eilanden.

## Voedsel
De rosse neushoornvogel eet voornamelijk zaden en fruit, maar ook wel larven, insecten, zoals de sprinkhaan, duizendpoten en wilde vijgen.

## Voortplanting
De rosse neushoornvogel legt haar eieren in een nest in een boomholte. Het vrouwtje broedt deze eieren vervolgens ook uit, bijna volledig opgesloten in het door het mannetje dichtgemaakte hol. Het mannetje voorziet het vrouwtje van voedsel door een klein kiertje. In gevangenschap plant de rosse neushoornvogel zich erg moeilijk voort.

## Status
De populatie-aantallen nemen af door habitatverlies. Het leefgebied wordt aangetast door ontbossing waarbij natuurlijk bos plaats maakt voor intensief agrarisch gebruikt land. Om deze redenen staat deze soort als kwetsbaar op de Rode Lijst van de IUCN. De ondersoort B. h. mindanensis wordt door BirdLife International als aparte soort opgevat en heeft ook de status kwetsbaar.